# مقياس القيمة

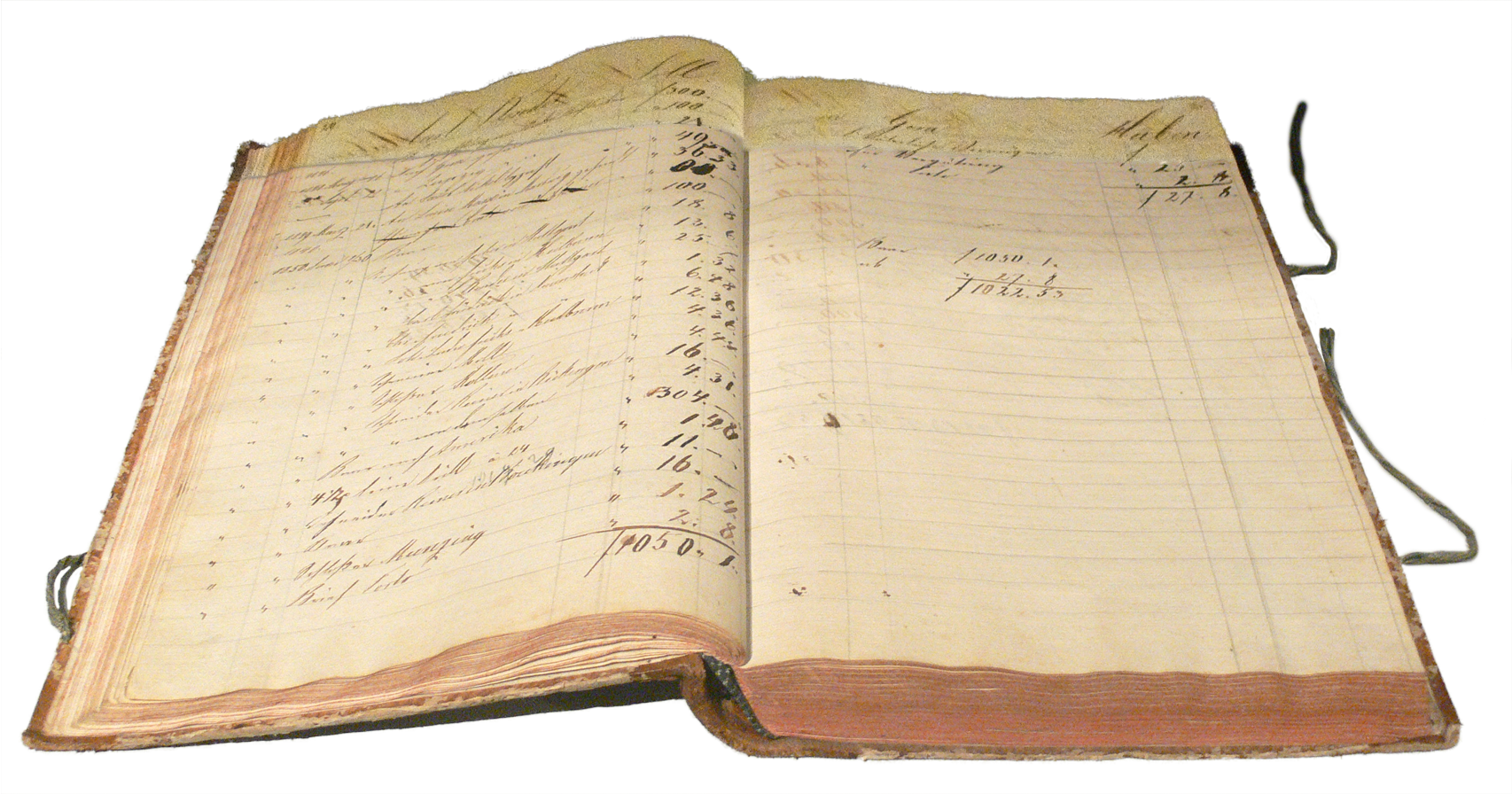

مقياس القيمة في الاقتصاد (بالإنجليزية: Valuation)‏ معيار يجرى بغرض معرفة القيمة السوقية لبضاعة أو التزام. وتجرى قياسات القيمة على بضاعة ، مثل الاستثمارات في الأوراق المالية مثل الأسهم و السندات والسندات الاختيارية option ، والمؤسسات التجارية، أو تجرى على أشياء غير ملموسة، مثل حقوق الاختراع و الماركات المسجلة أو تجرى على التزامات مثل سندات التي تصدرها شركات . وتلزم معرفة مقياس القيمة لأغراض عديدة، مثل تحليل الاستثمارات، وتمويل رأس المال، وفي اندماج الشركات والاستحواذ، والتقارير المالية، وتقدير الضرائب، وفي التقاضي.

## اقرأ أيضاً
- نظارة الحسابات
- مؤجل
- مستحقات مؤجلة
- تخصيص الأموال
- حجم الأعمال (اقتصاد)